# Сов, Ибраима
Ибраима́ Ндьяп Сов (фр. Ibrahima Ndiape Sow; род. 15 сентября 2000) — сенегальский футболист, нападающий клуба «Валмиера».

## Карьера
В начале карьеры играл в сенегальских клубах. В 2021 году стал игроком латвийской «Валмиеры». Дебютировал в Высшей лиге Латвии в марте 2021 года в матче против столичного «РФШ». В Кубке Латвии дебютировал в сентябре 2021 года в матче полуфинала против клуба «Лиепая». Летом этого же года сыграл в квалификации Лиги Конференций УЕФА в матчах первого круга против «Судувы».